# Podturen
Podturen (maďarsky Bottornya) je vesnice a správní středisko stejnojmenné opčiny v Chorvatsku v Mezimuřské župě. Nachází se u břehu řeky Mury, těsně u hranic se Slovinskem, asi 12 km severovýchodně od Čakovce. V roce 2011 žilo v Podturenu 1 365 obyvatel, v celé opčině pak 3 873 obyvatel. Počet obyvatel od roku 1953 pravidelně klesá.

## Znak a vlajka
Ve znaku Podturenu je vyobrazeno mlýnské kolo na bílém pozadí. Ve spodní části znaku jsou dvě zelené vlnovky symbolizující vodu. Znak má černý okraj. Vlajka je žlutá se znakem uprostřed.

## Administrativní dělení
Součástí opčiny je šest samostatných vesnic. Dále se zde nacházejí osady Inkejevica, Lončarevo a Matekovec.
- Celine – 345 obyvatel
- Ferketinec – 208 obyvatel
- Miklavec – 474 obyvatel
- Novakovec – 800 obyvatel
- Podturen – 1 365 obyvatel
- Sivica – 681 obyvatel

## Obyvatelstvo
Většinu obyvatel (93,36 %) tvoří Chorvati. V Podturenu (ale nikoliv v ostatních vesnicích v opčině) rovněž žije výrazná romská menšina; celkem 224 Romů tvoří 5,78 % obyvatelstva celé opčiny. Dále zde žije šestnáct Slovinců, čtyři Rusové a po jednom obyvateli jsou zastoupeni Albánci, Němci, Srbové a Ukrajinci.
Naprostá většina obyvatel (93,57 %) vyznává římskokatolické křesťanství. Osm lidí vyznává pravoslavné křesťanství, šest lidí se řadí mezi protestanty, čtyři lidé vyznávají islám a čtrnáct lidí patří mezi ateisty.

## Geografie
Opčinou procházejí župní silnice Ž2003 a Ž2017. Severně je Podturen ohraničen mrtvým říčním ramenem řeky Mury a několika menšími jezery. Na řece Muře se zde nachází také několik říčních ostrovů. V samotném Podturenu se nachází původně gotický, barokně přestavěný kostel svatého Martina.